# Inge Conradi
Inge Conradi (* 28. Juni 1907 in Köln; † 20. September 1990) war eine deutsche Schauspielerin. Sie war ab ihrem 15. Lebensjahr als Theaterschauspielerin, später auch als Synchronsprecherin tätig, zuletzt lange Jahre an den Städtischen Bühnen Augsburg.

## Leben
Inge Conradi, aufgrund ihrer Heirat mit dem Schriftsteller Wolfgang Weyrauch im Jahre 1936 und bis zur Scheidung 1946 bürgerlich Weyrauch, wurde laut ihrer Reichsfilmkammerakte am 28. Juni 1907 als Ingeborg Hannah Conradi in Köln geboren. Sie arbeitete vorrangig als Theaterschauspielerin. Ihre Eltern waren der spätere Reichsbahnoberrat Hans Conradi und dessen Ehefrau Johanna geb. Schepp. Bereits als 15-Jährige wirkte Conradi an Aufführungen in Kassel mit und erhielt Schauspielunterricht bei Trude Tandar und am Staatstheater Stuttgart. Ihr professionelles Bühnendebüt gab sie in einer Inszenierung der Heiligen Johanna am Stadttheater Hildesheim. Darauf folgten Stationen wie das Englische Staatstheater Hildesheim, das Stadttheater Freiburg (1927–1929) und das Hessische Landestheater Darmstadt (1929–1931) unter der Regie von Carl Ebert.
Anfang der 1930er Jahre trat Conradi unter der Regie von Karlheinz Martin in Stücken der Volksbühne Berlin am Bülowplatz in Erscheinung. Dazu zählten Inszenierungen von Georg Kaisers Nebeneinander oder Ludwig Anzengrubers Das vierte Gebot (beide 1931), in denen sie neben Kollegen wie Ernst Busch, Peter Lorre, Otto Sauter-Sarto oder Luise Ullrich zu sehen war. Darüber hinaus war sie in der Hauptstadt am Schillertheater und am Staatstheater beschäftigt. Mit Werner Krauß unternahm sie 1935 eine Südamerika-Tournee.
Inge Conradi übernahm zahlreiche Synchronsprecher-Rollen, insb. lieh sie ihre Stimme immer wieder Loretta Young in den deutschen Fassungen von Filmen wie Kampf um Indien (Clive of India, 1935), Der Liebesreporter (Love is News, 1937) und Vier Mann – ein Schwur (Four Men and a Prayer, 1938). Parallel erschien Conradi in den 1930er Jahren in kleineren Rollen in einer Handvoll Filme, darunter Der Rebell (1932) mit Luis Trenker und Robert A. Stemmles Komödie So ein Flegel (1934) mit Heinz Rühmann.
Während des Zweiten Weltkriegs spielte Inge Conradi an Theatern in von Deutschland besetzten Ländern, am Theater der Stadt Posen (1941/42), am Reichsgautheater Wien (1942) und am Deutschen Theater in den Niederlanden, Den Haag (1943/44). 1944 wurde Conradi als Schauspielerin kriegsdienstverpflichtet und an das Theater in Łódź, damals Litzmannstadt genannt, versetzt. Sie konnte die Stadt noch vor Ankunft der Roten Armee im Zuge der Räumung am 17. Januar 1945 verlassen und ging zunächst nach Berlin.
Conradi kam nach Kriegsende an das Theater Konstanz (Zusammenarbeit mit Heinz Hilpert), wo sie bereits zur Spielzeit 1945/46 wieder auftreten konnte. Sie wechselte dann für eine Spielzeit an das Hohenzollerische Landestheater Sigmaringen (1949) und anschließend an das Stadttheater Krefeld (1950). Sie spielte an den Vereinigten Bühnen Krefeld-Mönchengladbach, bis sie 1962 an die Städtischen Bühnen Augsburg ging. Dort gab sie mit dem Part der Daja in Nathan der Weise ihren Einstand. In Augsburg reifte Conradi zur „Mütter- und Charakterschauspielerin“ und spielte unter anderem die Hauptrollen der Claire Zachanassian und die der Mathilde von Zahnd in den Dürrenmatt-Stücken Der Besuch der alten Dame und Die Physiker. Auch übernahm Conradi Hauptrollen im Komödienfach, so die Frau Lunow in Curt Goetz’ Der Lampenschirm und die Abby Brewster in Arsen und Spitzenhäubchen, mit der sie 1977 in Augsburg ihren Abschied gab.
Conradi lebte seit Mitte der 1930er Jahre in der Künstlerkolonie Berlin. Sie war seit 1927 Mitglied in der Genossenschaft Deutscher Bühnenangehöriger.

## Filmografie
- 1932: Der Rebell
- 1934: Heinz im Mond
- 1934: So ein Flegel
- 1937: Heidenovelle
- 1938: Am seidenen Faden